# 1898 en Suisse
Chronologie de la Suisse
- 1894
- 1895
- 1896
- 1897
- 1898
- 1899
- 1900
- 1901
- 1902

Chronologie de la Suisse
1897 en Suisse - 1898 en Suisse - 1899 en Suisse

## Gouvernement au1erjanvier 1898
- Conseil fédéral[1]
  - Eugène Ruffy (PRD), président de la Confédération
  - Eduard Müller (PRD), vice-président de la Confédération
  - Walter Hauser (PRD),
  - Ernst Brenner (PRD)
  - Joseph Zemp (PDC)
  - Adolf Deucher (PRD)
  - Adrien Lachenal (PRD)

## Évènements
- Jeudi 20 janvier : mise en service du funiculaire Bienne-Evilard (BE).
- Lundi 24 janvier : centenaire de la proclamation de l'indépendance vaudoise.
- Lundi 31 janvier : le village de Randogne (VS) est ravagé par un incendie. 150 bâtiments sont anéantis.

- Mardi 1er février : la Gazette de Lausanne publie un numéro consacré au centième anniversaire de sa création.
- Dimanche 20 février : votations fédérales. Le peuple approuve, par 386 634 oui (67,9 %) contre 182 718 non (32,1 %), l'acquisition et l'exploitation des chemins de fer pour le compte de la Confédération, ainsi que l'organisation de l'administration des chemins de fer fédéraux.

- Vendredi 1er avril : premier numéro du quotidien socialiste Volksrecht, publié à Zurich.

- Dimanche 1er mai : premier numéro du quotidien La Suisse édité à Genève.
- Samedi 28 mai : fondation de la Haute école commerciale de Saint-Gall.

- Mercredi 1er juin : introduction d’un abonnement général pour tous les chemins-de-fer suisses.
- Samedi 18 juin : inauguration du Pont du Kornhaus, à Berne.
- Samedi 25 juin : ouverture du Musée national suisse à Zurich.

- Samedi 9 juillet : célébration du cinquantenaire de la révolution neuchâteloise.
- Samedi 16 juillet : début du Tir fédéral à Neuchâtel.

- Mardi 2 août : début des travaux de percement du tunnel du Simplon.
- Samedi 20 août : mise en service du chemin de fer du Gornergrat à Zermatt (VS).

- Samedi 10 septembre : assassinat de l'impératrice Elisabeth d'Autriche à Genève par l’anarchiste Italien Luigi Lucheni.
- Lundi 19 septembre : mise en service du premier tronçon du Chemin de fer de la Jungfrau, sur 2 kilomètres, entre la Petite Scheidegg et la station d’Eigergletscher.

- Lundi 3 octobre : première traversée des Alpes en ballon libre, par le pionnier suisse Eduard Spelterini.
- Mercredi 5 octobre : mise en service du premier train à crémaillère électrique du monde entre Stansstad (NW) et Engelberg (OW).

- Dimanche 13 novembre : votations fédérales.
  - Le peuple approuve, par 264 914 oui (72,2 %) contre 101 762 non (27,8 %), la révision de l'article 64 de la Constitution fédérale autorisant la Confédération à édicter la législation pénale, aux dépens des cantons.
  - Le peuple approuve, par 266 610 oui (72,4 %) contre 101 780 non (27,6 %), l'insertion d'un article 64bis dans la Constitution fédérale autorisant la Confédération à édicter la législation pénale, aux dépens des cantons.
  - Inauguration, à Lausanne, de la statue du Major Davel, réalisé par le sculpteur Maurice Reymond.

- Samedi 10 décembre : premier numéro du bi-hebdomadaire Le Franc-Montagnard, publié à Saignelégier (JU).
- Samedi 24 décembre : célébration à Lausanne du centième anniversaire de la naissance d’Adam Mickiewicz.

## Décès
- 5 janvier : Auguste de Montmollin, géologue, à Neuchâtel, à l’âge de 89 ans.
- 1er mars : Louis Appia, chirurgien, l’un des fondateurs de la Croix-Rouge, à Genève, à l’âge de 79 ans.
- 12 mars : Johann Jakob Balmer, mathématicien et physicien, à Bâle, à l’âge de 72 ans.
- 25 avril : Benjamin Vautier, peintre d’origine vaudoise, à Düsseldorf (Allemagne), à l’âge de 69 ans.
- 11 mai : Alfred van Muyden, peintre, à Genève, à l’âge de 79 ans.
- 9 juin : Pierre Vaucher, historien, à Lancy (GE), à l’âge de 64 ans.
- 21 juillet : Alphonse Rivier, juriste, à Bruxelles, à l’âge de 63 ans.
- 28 novembre : Conrad Ferdinand Meyer, écrivain, à Kilchberg (ZH), à l’âge de 73 ans.